# Descendance mahométane
 (mars 2017).
Si vous disposez d'ouvrages ou d'articles de référence ou si vous connaissez des sites web de qualité traitant du thème abordé ici, merci de compléter l'article en donnant les références utiles à sa vérifiabilité et en les liant à la section « Notes et références ».
La descendance mahométane est le recensement des dynasties et des familles qui se réclament ou peuvent se réclamer d'avoir Mahomet, le fondateur de l'islam, dans leur ascendance.
Certains auteurs musulmans[Qui ?] nient que Mahomet ait eu une descendance, autre que spirituelle. Mais il existe de nombreuses biographies de Mahomet écrites par des historiens musulmans et non musulmans. La plupart disent que seule sa fille Fatima Az Zahra a laissé deux fils ayant une descendance qui est parfaitement connue. La descendance de Mahomet serait ainsi constituée des Sayyids et des Chérifs, les uns sont descendants d'Al Hussein et les autres d'Al Hassan, tous deux fils de Fatima, fille de Mahomet, et d'Ali, son cousin.  Les descendants de ces lignages auraient conservé leur arbre généalogique qui était appris par cœur et transmis de génération en génération.
Les sayyids forment un conseil. Leur liste et leur généalogie est tenue par l'association des Achrâf (des "nobles"). La première association d’Achrâf avait été créée à Koufa en 830, sous le règne des Abbassides, elle a été interdite par Saddam Hussein et recréée après sa chute en 2003.

## Dynasties musulmanes
Le roi du Maroc se réclame descendant de Mahomet par son gendre Ali. Il se donne pour ancêtres les Alaouides (ou Alaouites) du Maroc (qu'il ne faut pas confondre avec les Alaouites de Syrie).
Les Alaouides descendent de Mohamed ibn Abdallah an-Nafs az-Zakiya, dit l'homme à l'âme pure, lui-même descendant de Hassan, fils aîné d'Ali, gendre de Mahomet. Az-Zakya fut proclamé Mahdi en 737 et tué au combat en 762. Les Chérifs Alaouites, ou Hassaniens, sont originaires de Yanboâ-an-Nakhil, une oasis situé dans la Péninsule arabique. Appelé au XIIIe siècle par les pèlerins berbères du Tafilalet, Hassan Dakhil, ce descendant à la 17e génération de az-Zakya, se fixa en 1266 à Sijilmassa. Son descendant à la 5e génération est Moulay Mohamed Ben Cherif, qui est le premier roi de la dynastie Alaouite, connu sous le nom de Mohamed Ier.

## Lignages sunnites

### Filiationsomeyyades

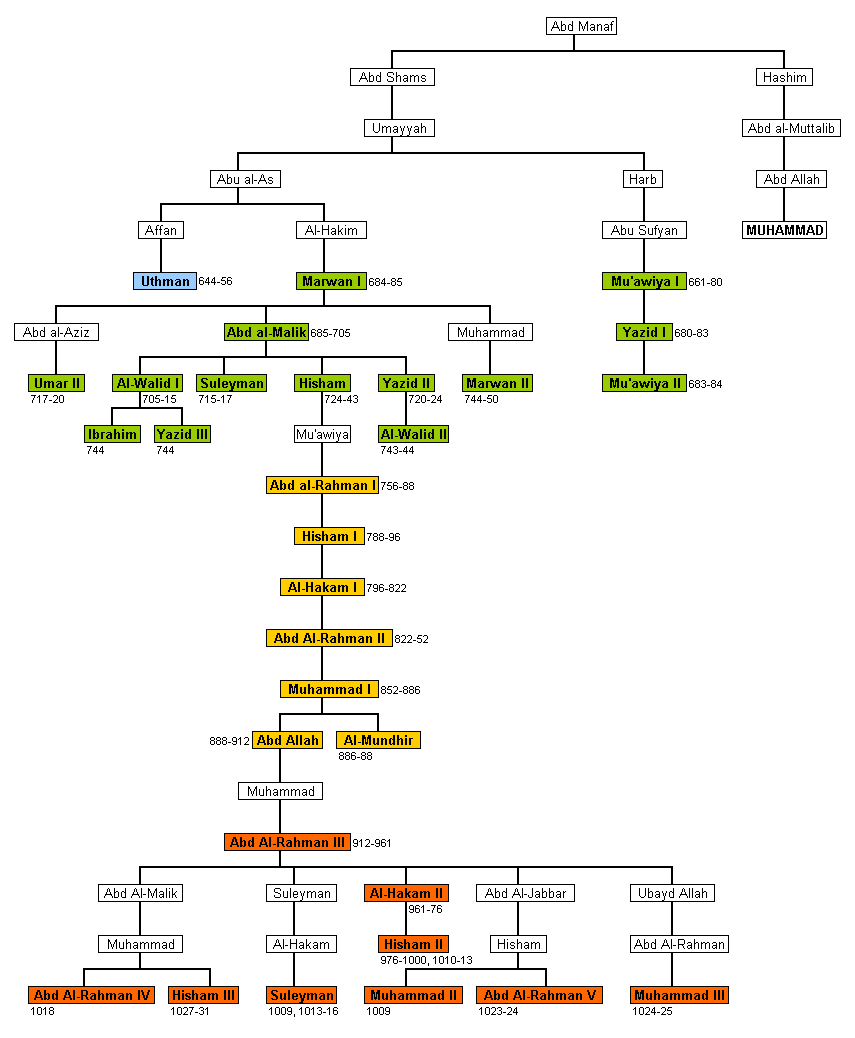
arbre généalogique des Omeyades

L'ancêtre commun de Mahomet et des Omeyyades est ʿAbd Manāf ibn Quṣayy. Son fils Hachim est à l'origine du clan des Hachémites auquel appartient Mahomet, et son autre fils ʿAbd Shams est à l'origine de la dynastie des Omeyyades via son fils ʾUmayya. Cependant, plusieurs historiens chiites considèrent quʾUmayya est un fils adoptif de ʿAbd Šams.
Les Banū Hāšim et les Banū ʾUmayya connaissent une rivalité qui atteint son paroxysme après la bataille de Badr qui voit la mort de grands chefs des Banū ʾUmayya. Lors de la conquête de La Mecque par les musulmans en 630, ʾAbū Sufyān ibn Ḥarb, lui-même des Banū ʾUmayya et dirigeant de Qurayš, embrasse l'islam.
Avec l'élection de ʿUṯmān ibn ʿAffān en tant que troisième calife, les Banū ʾUmayya reprennent les rênes du pouvoir. Quand ʿUṯmān est assassiné en 656 par des opposants qui portent au pouvoir ʿAlī ibn ʾAbī Ṭalib, cousin et gendre de Mahomet, les Banū ʾUmayya, notamment le gouverneur de Syrie Muʿāwiya, fils de ʾAbū Sufyān, se révoltent. C'est la Première Fitna du jeune État islamique. Lors de la bataille de Ṣiffīn, les deux camps décident d'arrêter les hostilités et de recourir à un arbitrage. Les partisans de ʿAlī qui sont contre l'arbitrage, arguant que ʿAlī est choisi par Dieu pour être calife et qu'il ne doit pas lui désobéir, s'en séparent et deviennent les Kharidjites ; ils assassinent ʿAlī en 661. La même année, Muʿāwiya marche sur Koufa (que ʿAlī avait élue auparavant comme capitale) et convainc ses habitants de le choisir en tant que calife au lieu de Al-Ḥasan, fils de ʿAlī, marquant ainsi la naissance du Califat omeyyade, avec Damas comme capitale.

## Légende des Rois de France
Selon Isabelle d'Orléans, « comtesse de Paris » : « Un roitelet espagnol […] s’en fut combattre en Afrique du Nord, pour aider un cheikh de ses alliés dans une lutte dynastique qui l’opposait à une tribu de Sarrasins du sud de l’Espagne aux temps lointains de la première Reconquista. Il rendit de tels services à ce cheikh que celui-ci, pour le remercier, lui donna sa fille en mariage. Or, cette famille descendait de la fille aînée de Mahomet. Une fois de retour en Espagne, notre roitelet eut une nombreuse descendance et une de ses arrière-petites-filles épousa un roi de Castille, aïeul de Blanche. » (dans Blanche de Castille, mon aïeule). Les rois de France — via Blanche de Castille et Saint Louis — auraient donc eu Mahomet pour ancêtre. En effet, certains généalogistes, comme Jean-Louis Beaucarnot, ont voulu identifier cette mystérieuse princesse musulmane à Zaïda, dite Isabelle de Séville, quatrième épouse d’Alphonse VI de Castille, vers 1098. Mais cette hypothèse est infondée car cette Zaïda n’appartenait pas à la lignée de Mahomet. Sans doute même n’était-elle que la belle-fille de l’émir de Séville, Mohamed II el Mutamid. Et son fils unique, Sanche, disparaîtra à l’âge de 11 ans, sans descendance.
Une autre piste mène aux Banu Kasi, un clan très puissant de la marche supérieure d’Al-Andalus, aux VIIIe et IXe siècles. Le fondateur de la lignée, le comte Cassius, un noble wisigoth converti, aurait marié son fils aîné Fortunius — alias Fortún ibn Kasi — avec Aïcha ibn Abdelaziz, petite-fille de Moussa ibn Noçaïr, le conquérant arabe de la péninsule Ibérique. Aïcha serait également l’arrière-arrière-petite-fille d’Othman, troisième calife de l’islam, et de Roukaya, l’une des filles de Mahomet. Vers 900, Toda Aznárez, descendante de Fortun ibn Kasi et d’Aïcha, épousera le roi chrétien de Pampelune, Sanche Ier de Navarre.
Cependant, tout laisse penser qu’il ne s’agit là encore que d’une légende. En effet, de tous les enfants de Mahomet, seule Fatima laissera une progéniture adulte. Des deux fils de celle-ci, Hassan et Hussein, seraient issues — entre autres — les actuelles dynasties hachémite de Jordanie et alaouite du Maroc. Quant à Roukaya, elle n’eut qu’un fils mort à l’âge de 6 ans.

## Pour approfondir